# Wedde
Wedde – wieś w Holandii, w prowincji Groningen, w gminie Bellingwedde. Była siedzibą oddzielnej gminy do roku 1968, kiedy zostało połączone z gminą Bellingwolde